# 西北提格雷地区
西北提格雷地区（英文：Northwestern Tigray Region，提格雷尼亚语：ሰሜን ምዕራብ）是埃塞俄比亚提格雷州的一个区，2005年，析西提格雷地区建立。东邻中提格雷地区，南接阿姆哈拉州，西连西提格雷地区，北为厄立特里亚。下辖六个县（woreda），主要大城市包括希雷、舍拉罗等。